# CSA 스테아우아 부쿠레슈티
CSA 스테아우아 부쿠레슈티(Clubul Sportival Armatei Steaua Bucuresti)는 루마니아의 국방부에서 운영되는 사회 체육단이다.

## 클럽 종류

### 럭비
1948년 창단한 루마니아 부쿠레슈티의 세미프로 럭비 유니온 팀이다. 최상위 리그인 디비지아 내이셔날레에 참가하며 24회의 최다 우승 기록을 가지고 있다. 현재 부쿠레슈티 남서쪽 겐시아에 있는 스테아우아 II 스타디움을 홈구장으로 사용하고 있다.
유럽의 주요 클럽 대항전엔 참가하지 않지만 스테아우아 선수들이 주축이 되어 부쿠레슈티 오크스를 구성하여 유러피언 챌린지 컵에 참가하고 있다.

#### 우승기록
- 디비지아 내이셔날레 - 24회

1949, 1953, 1954, 1961, 1963, 1964, 1971, 1973, 1974, 1977, 1979, 1980, 1981, 1983, 1984, 1985, 1987, 1988, 1989, 1992, 1999, 2003, 2005, 2006
- 쿠파 루마네이 - 10회

1950, 1952, 1953, 1955, 1956, 1958, 2005, 2006, 2007, 2009

## 선수 명단

### 현역(축구)
- 아드리안 포파(2021 ~ )